# حركة الحيوانات
هناك عدة أنماط للحركة في الحيوانات.
الهيدرا : تعتمد على 3 طرق في الحركة : الزحف والشقلبة والسباحة بالاعتماد على (خلايا عضلية خاصة).
دودة الأرض : تستطيع الحركة بواسطة أنسجة عضلية خاصة.
يوجد على كل قطعة من الناحية البطنية من جسم دودة الأرض)ماعدا القطعة الأولى والأخيرة(أربعة أزواج من الأشواك تساعد في الحركة وتتلخص طريقة الحركة بأن تثبت الدودة القسم الخلفي من جسمها بواسطة الأشواك، بينما تخفي أشواك القسم الأمامي في جيوب خاصة موجودة في جدار الجسم، ثم تمتد نحو الأمام بانبساط العضلات الطولية، وانقباض العضلات الدائرية التي تضغط على السائل السيلومي، فتدفع مقدمة الجسم إلى الأمام، وتثبتها في الأرض، بينما تختفي أشواك القسم الخلفي ثم تنقبض عضلاتها الطولية، وتنبسط عضلاتها الدائرية، فتنسحب مؤخرة الجسم خلف الجزء الأمامي، وبتكرار هذه العملية تتحرك الدودة.

## نوع العضلات في الهيدرا ودودة الأرض
في الهيدرا تكون خلايا عضلية ودودة الأرض أنسجة عضلية.